# Клатонія (Небраска)
Клатонія (англ. Clatonia) — селище (англ. village) в США, в окрузі Ґейдж штату Небраска. Населення — 263 особи (2020).

## Географія
Клатонія розташована за координатами 40°27′55″ пн. ш. 96°51′4″ зх. д. / 40.46528° пн. ш. 96.85111° зх. д. (40.465369, -96.851208).  За даними Бюро перепису населення США в 2010 році селище мало площу 0,72 км², уся площа — суходіл.

## Демографія
Згідно з переписом 2010 року, у селищі мешкала 231 особа в 109 домогосподарствах у складі 64 родин. Густота населення становила 322 особи/км².  Було 128 помешкань (178/км²).
Расовий склад населення:
| - 97,8 % — білих - 0,9 % — азіатів |

До двох чи більше рас належало 1,3 %. Частка іспаномовних становила 0,9 % від усіх жителів.
За віковим діапазоном населення розподілялося таким чином: 19,0 % — особи молодші 18 років, 65,8 % — особи у віці 18—64 років, 15,2 % — особи у віці 65 років та старші. Медіана віку мешканця становила 46,2 року. На 100 осіб жіночої статі у селищі припадало 111,9 чоловіків;  на 100 жінок у віці від 18 років та старших — 101,1 чоловіків також старших 18 років.
Середній дохід на одне домашнє господарство  становив 58 654 долари США (медіана — 41 500), а середній дохід на одну сім'ю — 72 715 доларів (медіана — 65 750). За межею бідності перебувало 14,8 % осіб, у тому числі 28,9 % дітей у віці до 18 років та 9,7 % осіб у віці 65 років та старших.
Цивільне працевлаштоване населення становило 167 осіб. Основні галузі зайнятості: виробництво — 19,2 %, освіта, охорона здоров'я та соціальна допомога — 19,2 %, науковці, спеціалісти, менеджери — 14,4 %, транспорт — 12,6 %.